# Hallstattsvärd

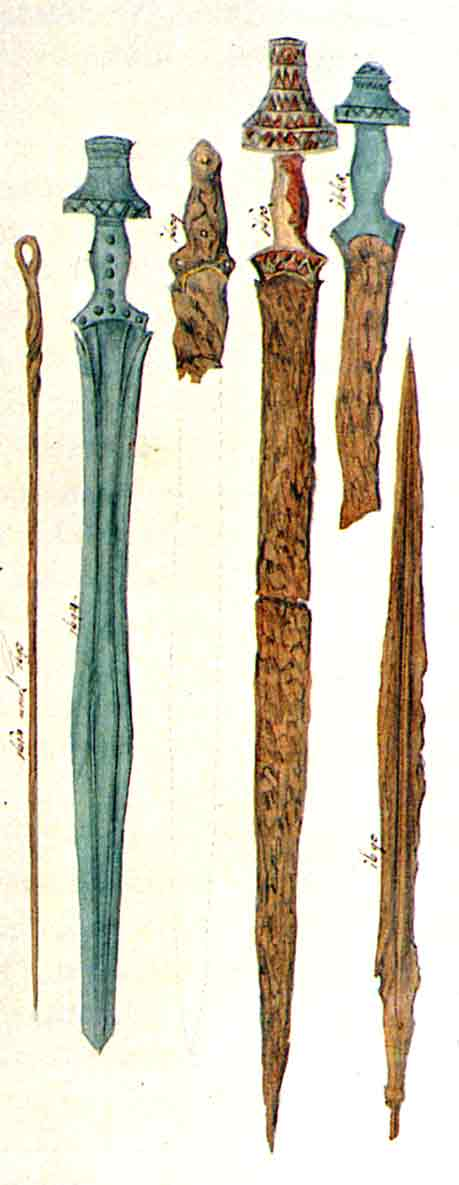
Hallstattsvärd.

Hallstattsvärd är ett svärd som importerades till Skandinavien från Hallstattkulturens område. Svärdet kännetecknas av en kraftig klinga och bred grepptunga. En massiv klockformig knapp krönte fästet och doppskon har vingliknande flikar som ibland är avbildade på hällristningar. Hallstattsvärd tillverkades av såväl brons som järn. I Sverige har man funnit omkring 15 stycken. 